# ファットバーグ

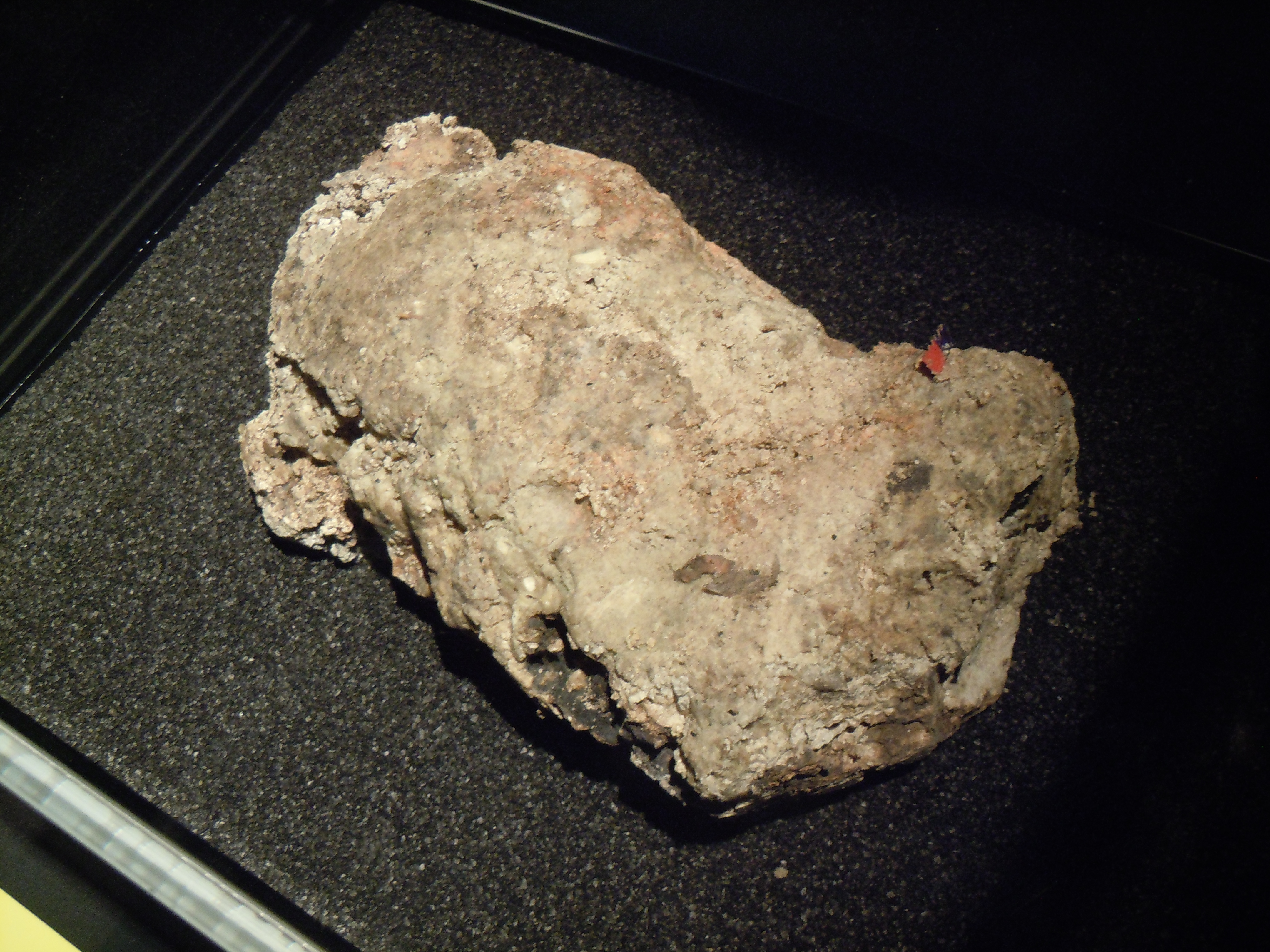
ロンドン博物館に展示されている乾燥されたホワイトチャペルのファットバーグの一部分

ファットバーグ（fatberg）は、下水道の管、流路内に生成される流しきれない巨大な塊。下水道が詰まり逆流や異臭を生じさせる原因となる。

## 概要
下水道に排出された油脂、残渣、可溶性のトイレットペーパーに加えて、本来流してはいけないウェットティッシュや紙おむつなどが加わり、下水道の管や流路で流しきれない塊となったもの。巨大なものでは、2017年にロンドンで重さが130トン、長さは250メートルの塊が発見され、翌年、下水道利用の普及啓発のため博物館に一部が展示されることとなった。さらに2021年にはバーミンガム市内で重さ330トン、長さ約800メートルの塊が発見されている。

## 語源
油脂の「Fat」と氷山「iceberg」をかけあわせた合成語。下水道に頻繁に異物が詰まることに業を煮やしたロンドンの水供給会社のテムズ・ウォーター社が「ちゃんと捨てて、つまらせない」キャンペーンを実施して広まった。